# Margie Evans
Margie Evans (geborene Marjorie Ann Johnson; * 17. Juli 1939 in Shreveport, Louisiana; † 19. März 2021) war eine US-amerikanische Blues- und Gospelsängerin.

## Karriere
Margie Evans stammt aus den Südstaaten. 1957 heiratete sie den Prediger Jim Evans und zog nach Los Angeles. Bis in die 1960er Jahre hinein sang sie vor allem Gospel und Kirchenmusik, bis sie dem Bandleader Johnny Otis vorgestellt wurde. Dieser ließ sie den Bluesklassiker Goin’ Down Slow vorsingen und engagierte sie als Bluessängerin für seine Band. Vier Jahre lang bis zum Anfang der 70er Jahre dauerte die Zusammenarbeit. Danach machte sie auch eigene Aufnahmen und arbeitete mit Willie Dixon und Monk Higgins zusammen. Mit der Aufnahme seines Songs Good Feeling hatte sie 1973 einen kleineren Hit in den R&B-Charts (Platz 55). Vier Jahre später kam sie mit Good Thing Queen Part 1 ein weiters Mal in die R&B-Charts (Platz 47). Dazu arbeitete sie mit bekannten Musikern wie Donald Byrd (bei dessen Album Stepping into Tomorrow), Roy Brown und Big Joe Turner zusammen.
1975 trat sie bei den Berliner Jazztagen auf und lernte dort Horst Lippmann kennen. Mit ihm nahm sie Anfang der 1980er ihre ersten Alben auf. Außerdem tourte sie dreimal im Rahmen des American Folk Blues Festivals durch Europa. 1983 wurde ihr von der Blues Foundation der Keepin’ the Blues Alive Award für die Pflege der Bluestradition verliehen. In den folgenden Jahren engagierte sie sich auch selbst in der Förderung der Musik und war unter anderem Mitgründerin der Blues Society of Southern California. In den 80er und 90er Jahren trat sie zudem weiter als Sängerin in Nordamerika und Europa auf. Daneben spielte sie aber auch kleinere Film- und Fernsehrollen, um ihren Lebensunterhalt zu bestreiten.
In den späten 1980ern lernte Evans den Schweizer Bluesmusiker Philipp Fankhauser kennen. Als dieser 1989 sein Debütalbum Blues for the Lady aufnahm, wirkte sie als Gastsängerin mit. Die Verbindung blieb über die Jahre bestehen, und im Alter von 75 Jahren gab sie zusammen mit ihm drei Konzerte in der Mühle Hunziken in Rubigen bei Bern. Mitschnitte davon wurden im Jahr darauf als CD veröffentlicht und erreichten in der Schweizer Hitparade Platz 4.

## Diskografie
Alben
- Mistreated Woman (1982)
- Another Blues Day (1983)
- Too Late Rising Sun (1990)
- Blues Classics (1996)
- Drowning in the Sea of Love (1996)
- Philipp Fankhause & Margie Evans: Unplugged – Live at Mühle Hunziken (2016)

Lieder
- Good Feeling (1973, US-R&B-Charts Platz 55)
- Waterfalls (1974)
- Good Thing Queen Part 1 (1977, US-R&B-Charts Platz 47)
- I’m on My Way (1977)
- You Are to Me (1979)